# Marauder & Co.
Marauder & Co. war ein US-amerikanischer Hersteller von Automobilen.

## Unternehmensgeschichte
Das Unternehmen hatte seinen Sitz in Potomac in Illinois. Es stellte Automobile und Kit Cars her. Der Markenname lautete Marauder. Zum Produktionszeitraum gibt es unterschiedliche Angaben: Von 1980 bis unbekannt, von 1975 bis 1993, von den 1970er bis in die 1990er Jahre oder von 1980 bis 2007.

## Fahrzeuge
Im Angebot standen Sportwagen. Überwiegend waren es Nachbildungen bekannter Modelle. Genannt sind zunächst Lola T 70, McLaren M 6 B, Ferrari 512 M und Chevron B 16, von denen die drei erstgenannten als Mittelmotorfahrzeuge mit V8-Motor konzipiert waren. Der letztgenannte war einfacher aufgebaut und erhielt wahlweise Motoren von Mazda, Porsche, Volkswagen oder V8-Motoren.
1982 folgten Nachbildungen vom De Tomaso Pantera und Lamborghini Countach und später mit dem BR-X ein Nachbau des Ferrari Testarossa.
Die Nachbildung eines Ferrari 250 GTO hatte einen Frontmotor von Chevrolet oder Ford. Die Karosserie bestand wahlweise aus Aluminium oder Fiberglas.
Außerdem wurde der Di Napoli von Pacific Coachworks vertrieben.